# Сыктывкарский лесной институт
Сыктывкарский лесной институт (СЛИ) — высшее учебное заведение Республики Коми, основано в 1952 году, является филиалом Санкт-Петербургского государственного лесотехнического университета. Основное направление деятельности — подготовка специалистов лесной промышленности.

## История
В 1952 году создан первоначально как учебно-консультационный пункт Всесоюзного заочного лесотехнического института. В 1959 году стал филиалом Ленинградской лесотехнической академии. В 1985 году начали работать заочное и вечернее отделения. В 2005 году при институте открыт музей леса в поселке Краснозатонский.

## Директора
- 1952-1953 - Василий Александрович Айбабин
- 1953-1961 - Александр Иванович Щанов
- 1961-1973 - Любомир Трофимович Ветошкин
- 1973-1981 - Станислав Иванович Бондаренко, кандидат технических наук, доцент
- 1981-1987 - Федор Федосеевич Лихачев, кандидат экономических наук, доцент
- 1987-1995 - Валерий Александрович Коптелов, кандидат исторических наук, доцент
- 1995-2007 - Николай Михайлович Большаков, доктор экономических наук, кандидат технических наук, профессор
- 2007-2015 - Валентина Васильевна Жиделева, доктор экономических наук, профессор.
- 2015 - настоящее время - Любовь Александровна Гурьева, кандидат юридических наук, доцент.

## Факультеты и кафедры
В настоящее время в Сыктывкарском лесном институте существует 2 факультета и 7 кафедр:
1. Транспортно-технологический факультет
  - Кафедра «Экономика и управление»
  - Кафедра «Технологические, транспортные машины и оборудование»
  - Кафедра «Физика и автоматизация технологических процессов и производств»
2. Факультет лесного и сельского хозяйства
  - Кафедра «Лесное хозяйство и деревообработка»
  - Кафедра «Ландшафтная архитектура, строительство и землеустройство»
  - Кафедра «Химическая технология и техносферная безопасность»
  - Кафедра «Агроинженерия, электро- и теплоэнергетика»

## Лицензия
Лицензия на осуществление образовательной деятельности от 14 января 2019 г. № 2796 серия 90Л01 № 0009897.
Свидетельство о государственной аккредитации 90А01 № 0003245. Срок действия до 24 апреля 2025 года.